# Star Trek: Tactical Assault
Star Trek: Tactical Assault est un jeu vidéo de tactique en temps réel développé par Quicksilver Software et édité par Bethesda Softworks, sorti en 2006 sur Nintendo DS et PlayStation Portable,,,,,,,,,.